# Rafael de los Casares y Moya
Rafael de los Casares y Moya (* 16. September 1899 in Madrid; † 24. Februar 1978 ebenda) war ein spanischer Diplomat.

## Leben
Rafael de los Casares y Moya war der Sohn von Julia Moya und Pio de los  Casares (proprietor).
Zu seinen Vorfahren wird Padre Rábago der Beichtvater von Ferdinand VI. (Spanien) gezählt.
Er heiratete Pilar de Yllana y Gonzalez-Hontoria († 4. Januar 1975) ihre Kinder waren Rafael, Pío,  Carmen und Jaime. Am 2. März 1951 wurde er zum Conde Rábago geadelt.
Während des Zweiten Weltkrieges war er Geschäftsträger von Francisco Franco bei Rafael Leónidas Trujillo Molina. In Santo Domingo waren Pilar de Yllana y Gonzalez-Hontoria und Rafael de los Casares y Moya Motiv für die Fotografie Baile en la Casa España des Arztes Kurt Schnitzer Conrado (* 10. November 1908 in Wien).
Nachdem er von 8. Februar 1949 bis 1951 außerordentlicher Gesandter und Ministre plénipotentiaire  in Quito war, wurde er zunächst von 1955 bis 1956 in Panama-Stadt und vom 29. Mai 1956 bis zum 10. November 1962 in Beirut als Botschafter akkreditiert.